# Roosevelt Oyola
Roosevelt Esteban Oyola Zuriaga (El Guabo, Provincia de El Oro, Ecuador; 6 de abril de 1991) es un futbolista con doble nacionalidad española y ecuatoriano. Juega de lateral izquierdo y su equipo actual es el 9 de Octubre Fútbol Club de la Serie A de Ecuador.

## Trayectoria
Junto a su familia Roosevelt Oyola emigró a España muy joven. En ese país se une al "CFS Damià Campeny", equipo infantil de fútbol sala donde estuvo 4 años. Luego pasó por los clubes españoles Campello, Alicante y Hércules, todos de la Segunda División de ese país. A los 15 años pasó al Elche Club de Fútbol donde fue parte de las divisiones formativas, pero debido a problemas con el club decide salir de aquella entidad deportiva.
En el 2011 durante el receso del Campeonato Ecuatoriano debido a la participación de la selección nacional en la Copa América 2011, el jugador decide volver al país para probar suerte en el Barcelona de Guayaquil dejando una grata impresión hasta el entonces director técnico Luis Zubeldía quien decide ficharlo.
Roosevelt debuta jugando dos Clásicos del Astillero de carácter amistoso y en los cuales realiza grandes actuaciones. Debido a la suspensión de Geovanny Nazareno, Roosevelt logra afianzarse como titular terminando como titular de lo que restaba la temporada. En 2012 Oyola fue clave para que Barcelona gane la primera etapa adjudicándose así la Final del Campeonato.
El joven lateral izquierdo firmó por un año, pero debido a sus grandes actuaciones la directiva canaria el 18 de julio del 2012 decide renovarle su contrato hasta el 2014. El 1 de octubre el Roosevelt sufre una grave lesión lo cual le imposibilita terminar la temporada con el Ídolo. El 28 de noviembre Oyola se corona Campeón Ecuatoriano, luego de que Emelec perdiera con Deportivo Quito, adjudicándose de esta manera Barcelona y Oyola como campeones del fútbol ecuatoriano.
En 2013 Roosevelt fue suplente en la mayoría de los encuentros de Barcelona debido al regreso de Geovanny Nazareno quien había cumplido su suspensión pero tras una lesión de Nazareno, Roosevelt Oyola vuelve al rol titular anotando su primer gol con Barcelona y de manera oficial el 30 de marzo en la goleada 4x0 sobre Deportivo Cuenca.
En marzo de 2014 se confirmó que el volante de 23 años fue cedido por una temporada a préstamo al Deportivo Cuenca La operación es sin opción a compra.
Después de una muy mala temporada, donde no dejó muy buena presencia en Deportivo Cuenca, regresa a su club Barcelona.

## Clubes
| N.º | Club             | País    | Año         |
| --- | ---------------- | ------- | ----------- |
| 1   | Barcelona        | Ecuador | 2011 - 2014 |
| 2   | Deportivo Cuenca | Ecuador | 2014 - 2015 |
| 3   | Barcelona        | Ecuador | 2015 - Act. |

### Participaciones internacionales
| N.º | Torneo                 | Club           | Resultado        |
| --- | ---------------------- | -------------- | ---------------- |
| 1   | Copa Sudamericana 2012 | Barcelona S.C. | Octavos de final |
| 2   | Copa Libertadores 2013 | Barcelona S.C. | Segunda Fase     |
| 3   | Copa Sudamericana 2013 | Barcelona S.C. | Primera Fase     |
| 4   | Copa Libertadores 2015 | Barcelona S.C. | Segunda Fase     |
| 5   | Copa Sudamericana 2016 | Barcelona S.C. | Primera Fase     |
| 6   | Copa Libertadores 2017 | Barcelona S.C. | Semifinal        |
| 7   | Copa Sudamericana 2018 | Barcelona S.C. | Primera Fase     |

## Estadísticas
En la tabla se detallan los goles y partidos jugados en las distintas competiciones nacionales e internacionales:
* Actualizado de acuerdo al último partido jugado el 10 de noviembre de 2013.
| Temporada           | Equipo              | Campeonato          | Campeonato | Campeonato | Copas nacionales | Copas nacionales | Copas nacionales | Copas internacionales | Copas internacionales | Copas internacionales | Total    | Total |
| Temporada           | Equipo              | Torneo              | Partidos   | Goles      | Torneo           | Partidos         | Goles            | Torneo                | Partidos              | Goles                 | Partidos | Goles |
| ------------------- | ------------------- | ------------------- | ---------- | ---------- | ---------------- | ---------------- | ---------------- | --------------------- | --------------------- | --------------------- | -------- | ----- |
| 2011                | Barcelona           | A                   | 12         | 0          | -                | -                | -                | -                     | -                     | -                     | 12       | 0     |
| 2012                | Barcelona           | A                   | 20         | 0          | -                | -                | -                | CS                    | 5                     | 0                     | 25       | 0     |
| 2013                | Barcelona           | A                   | 19         | 2          | -                | -                | -                | CL+CS                 | 3                     | 0                     | 22       | 2     |
| Total Barcelona     | Total Barcelona     | Total Barcelona     | 51         | 2          | -                | -                | -                |                       | 8                     | 0                     | 59       | 2     |
| Total en su carrera | Total en su carrera | Total en su carrera | 51         | 2          |                  |                  |                  |                       | 8                     | 0                     | 59       | 2     |

## Palmarés

### Campeonatos nacionales
| N.º | Título              | Club      | País    | Año  |
| --- | ------------------- | --------- | ------- | ---- |
| 1   | Campeonato Nacional | Barcelona | Ecuador | 2012 |
| 2   | Campeonato Nacional | Barcelona | Ecuador | 2016 |

### Campeonatos nacionales amistosos
| N.º | Título                      | Club      | País    | Año  |
| --- | --------------------------- | --------- | ------- | ---- |
| 1   | Copa Prefectura de Los Ríos | Barcelona | Ecuador | 2011 |
| 2   | Trofeo Cruz Sayo            | Barcelona | Ecuador | 2011 |
| 3   | Copa Ídolos del Ecuador     | Barcelona | Ecuador | 2011 |
| 4   | Copa Nelson Muñoz           | Barcelona | Ecuador | 2012 |
| 5   | Copa Yasuní ITT             | Barcelona | Ecuador | 2012 |
| 6   | Copa Nelson Muñoz           | Barcelona | Ecuador | 2013 |
| 7   | Trofeo Hincha Amarillo      | Barcelona | Ecuador | 2015 |
| 8   | Copa Nelson Muñoz           | Barcelona | Ecuador | 2016 |

### Campeonatos internacionales amistosos
| N.º | Título             | Club                  | País    | Año  |
| --- | ------------------ | --------------------- | ------- | ---- |
| 1   | Lunar New Year Cup | Citizen Cuenca United | Ecuador | 2014 |
| 2   | Copa EuroAmericana | Barcelona             | Ecuador | 2015 |

### Distinciones individuales
| N.º | Distinción                                              | Otorgada por | Año  |
| --- | ------------------------------------------------------- | ------------ | ---- |
| 1   | Mejor Juvenil Sub-20                                    | FEF          | 2011 |
| 2   | Incluido en el 11 Ideal del Campeonato Ecuatoriano 2012 | AFE          | 2012 |

## Datos
- En su actual club el Barcelona se lo conoce como el mellizo, debido a su gran parecido físico con su compañero de equipo Hólger Matamoros.
- Es apodado el presidente debido a que lleva el mismo nombre del expresidente de Estados Unidos Franklin Roosevelt, este apodo se lo puso el narrador deportivo de Fox Sports Juan José Buscalia en el partido de Barcelona vs Deportivo Táchira por la Copa Sudamericana.